# Veliko Ubeljsko
Veliko Ubeljsko je naselje v Občini Postojna in sedež istoimenske kraljevne skupnosti. Leži tik pod vzhodnim pobočjem Nanosa, okoli 2 km severo-vzhodno od naselja Razdrto. 
Naselje vaškega tipa je znano predvsem po svoji prireditvi »Krompirjeva noč«, ki jo običajno organizirajo koncem avgusta in ima že več kot 40-letno tradicijo..